# برنارد هایتینک

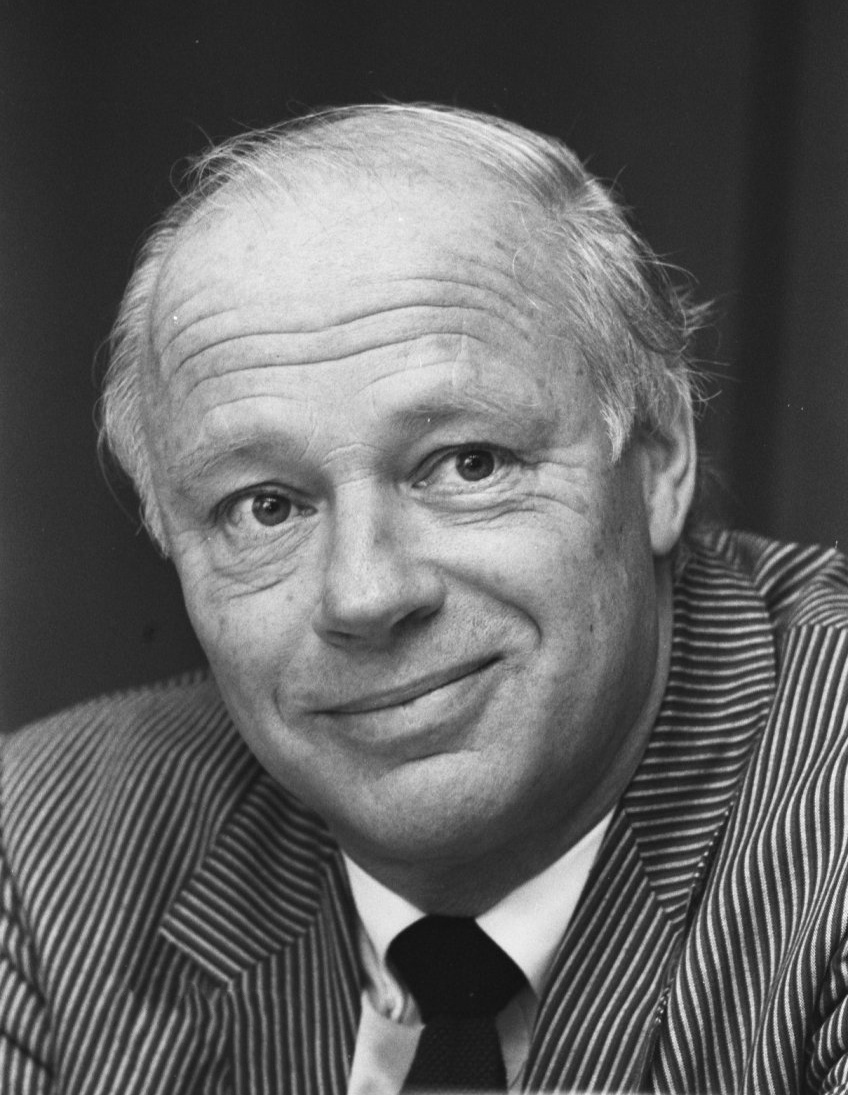
برنارد هایتینک در سال ۱۹۸۴

برنارد یوهان هِرمان هایتینک (به هلندی: Bernard Johan Herman Haitink) (۴ مارس ۱۹۲۹ – ۲۱ اکتبر ۲۰۲۱)، معروف به برنارد هایتینک (تلفظ هلندی: [ˈbɛrnɑrt ˈɦa:i̯tɪŋk])، رهبر ارکستر نوازندهٔ ویولن، و مربی موسیقی اهل هلند بود.
او در آمستردام زاده شد و در کنسرواتوار آمستردام تحصیل کرد. مدتی به نوازندگی ویولن در ارکسترها می‌پرداخت تا آن‌که زیرنظر فردیناند لایتنر به آموختن رهبری ارکستر پرداخت. در ۱۹۵۶ جانشین کارلو ماریا جولینی (۱۹۱۴–۲۰۰۵) در رهبری تالار کنسرت آمستردام شد.
او آثار بسیاری از آهنگسازان بزرگ اروپایی، ازجمله همهٔ سمفونیهای بتهوون، برامس، چایکوفسکی، مالر، روبرت شومان، بروکنر، شوستاکوویچ، و رالف وان ویلیامز را رهبری کرده‌است.

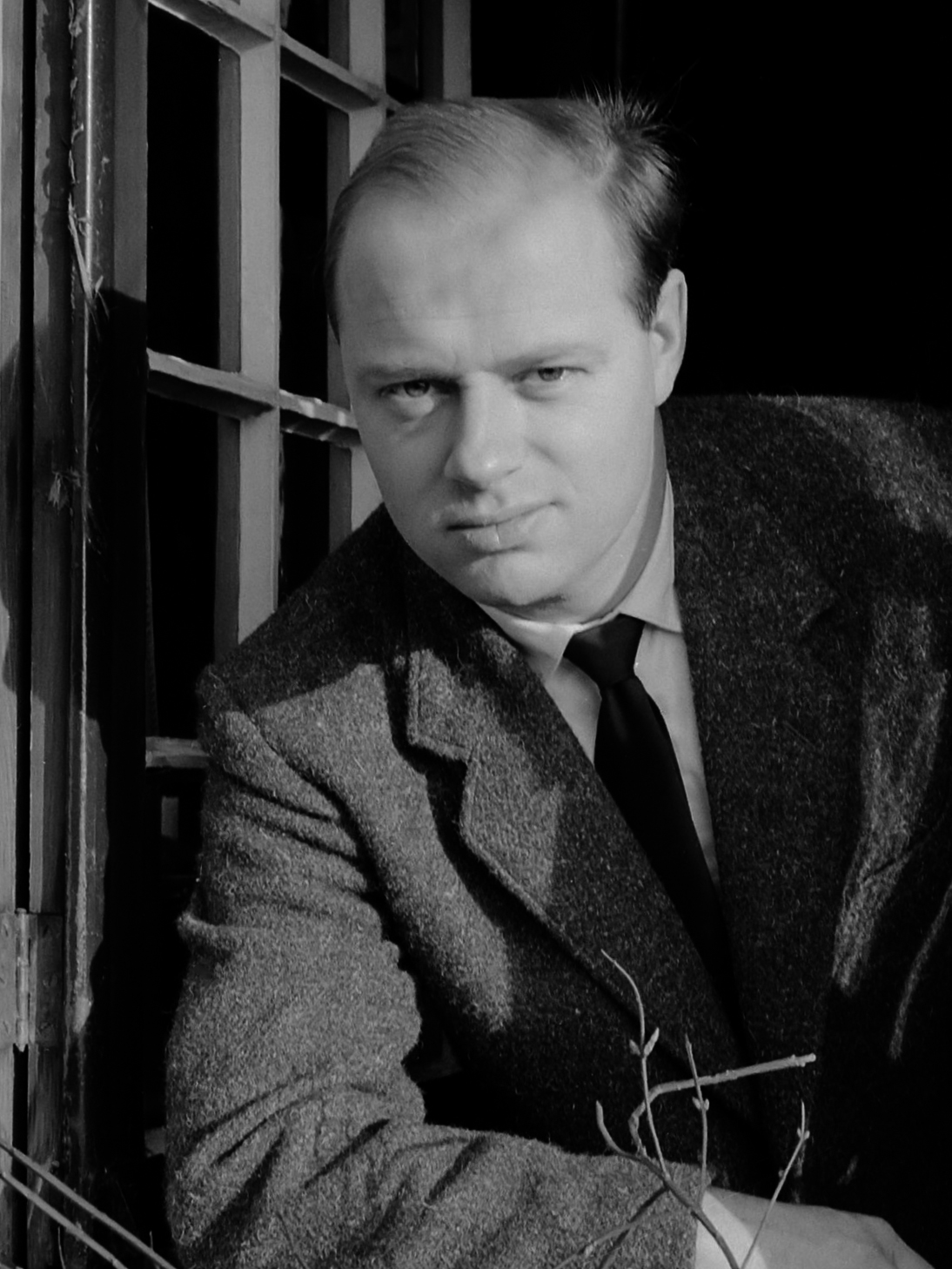
هایتینک در سال ۱۹۵۹)

## جوایز
هایتینک بارها برندهٔ جوایز و نشان‌های مختلف شده‌است؛ ازجمله جایزهٔ اِراسموس (هلند، ۱۹۹۱)، جایزهٔ گرَمی (ایالات متحدهٔ آمریکا، ۲۰۰۳ و ۲۰۰۸)، و جایزهٔ گرامافون (بریتانیا، ۲۰۱۵).

## زندگی شخصی
هایتینک از همسر اولش پنج فرزند دارد. او با همسر چهارمش، پاتریشیا بلومفیلد، وکیل دعاوی و نوازندهٔ سابق ویولا، در لندن زندگی می‌کرد.
هایتینک در ۲۱ اکتبر ۲۰۲۱، در سن ۹۲ سالگی در لندن درگذشت.